# Jakow Dawtian
Jakow Christoforowicz Dawtian (Dawydow) (ros. Яков Христофорович Давтян (Давыдов); ur. 28 września?/10 października 1888 w Nachiczewanie, zm. 28 lipca 1938 w miejscu egzekucji Kommunarka) – radziecki polityk i dyplomata pochodzenia ormiańskiego, ambasador ZSRR w Polsce (1934–1937).

## Życiorys
Działacz SDPRR(b) w Petersburgu, aresztowany przez carską policję w 1908 roku i wypuszczony za kaucją, uciekł do Belgii, gdzie studiował na politechnice w Brukseli.
Po wybuchu I wojny światowej w 1914 roku i wkroczeniu wojsk niemieckich do Belgii został aresztowany i internowany, do Rosji powrócił dopiero we wrześniu 1918. Uczestniczył w wojnie domowej i pracował dla Ludowego Komisariatu Spraw Zagranicznych.
Funkcjonariusz WCzeKa, m.in. pierwszy szef Wydziału Zagranicznego Wszechrosyjskiej Komisji Nadzwyczajnej przy Ludowym Komisariacie Spraw Wewnętrznych RFSRR) (wywiad), od 1920 do 1921 roku, kiedy zastąpił go Solomon Mogilewski.
Ambasador i minister pełnomocny ZSRR w II Rzeczypospolitej od 4 kwietnia 1934 do czerwca 1937, wcześniej sprawował urząd posła ZSRR w Grecji 1932–1934, w Persji 1927–1930, był radcą ambasady w Paryżu 1925–1927, ambasadorem na Węgrzech w 1924, w Tannu-Tuwie w 1924, Rosyjskiej Federacyjnej Socjalistycznej Republiki Radzieckiej na Litwie w 1922, członek WKP(b).
Podczas wielkiej czystki został odwołany do Moskwy w czerwcu 1937, aresztowany 21 listopada 1937, oskarżony o "udział w antyradzieckiej organizacji terrorystycznej"; 28 lipca 1938 skazany na śmierć przez Kolegium Wojskowe Sądu Najwyższego ZSRR i stracony tego samego dnia w miejscu egzekucji Kommunarka, tam też pochowany anonimowo. 
25 kwietnia 1957 zrehabilitowany przez Kolegium Wojskowe SN ZSRR.